# Natica hilaris
Natica hilaris är en snäckart. Natica hilaris ingår i släktet Natica och familjen borrsnäckor. Inga underarter finns listade i Catalogue of Life.